# Bahnhof Ravenna
Der Bahnhof Ravenna ist der Bahnhof der italienischen Stadt Ravenna. Er wird von der Rete Ferroviaria Italiana (RFI), einer Organisationseinheit der Ferrovie dello Stato, betrieben. Von 2001 bis 2018 lag die Vermarktung und Vermietung der Ladenflächen in Hand der Gesellschaft Centostazioni. Der Bahnhof dient dem Fern- und Regionalverkehr.

## Geschichte
Eröffnet wurde der Bahnhof am 23. August 1863 zeitgleich mit der Bahnstrecke Castelbolognese–Ravenna eröffnet. Am darauffolgenden Tag wurde der fahrplanmäßige Betrieb mit Personenzügen aufgenommen. Grund für die Eröffnung dieser Strecke war die Anbindung von Ravennas Hafen ans italienische Eisenbahnnetz.
1884 wurde der Bahnhof Endpunkt der Bahnstrecke aus Cervia, welche 1889 nach Argenta verlängert wurde und seither Teil der Bahnstrecke Ferrara–Rimini ist.
1921 gesellte sich eine dritte Bahnstrecke dazu, diejenige nach Faenza, welche jedoch bis Russi parallel zu derjenigen nach Castelbolognese verläuft.

## Anlage und Empfangsgebäude
Die Anlage umfasst 10 Bahnsteiggleise, an denen der Verkehr abgewickelt wird.
Das Empfangsgebäude liegt am Piazzale Farini und ist zweigeschossig, mit einer rötlichen Fassade versehen. Seit Centostazioni die Verwaltung übernommen hat, haben sich nebst den FS-Einrichtungen auch Detailhandelsgeschäfte im Bahnhof angesiedelt.
Eine Gedenktafel im Empfangsgebäude gedenkt der 31 vom Bahnhof Ravenna im Januar 1944 deportierten jüdischen Mitbürger. Eine zweite Tafel an der zu den Gleisen gewandten Außenwand des Gebäudes erinnert an den Aufenthalt im Bahnhof von Ravenna am 19. Oktober 1943 des aus Rom kommenden Zuges mit 1043 Juden, die infolge der von der SS in Rom durchgeführten Razzia drei Tage zuvor nach Auschwitz deportiert wurden.

## Verkehr
Obwohl der Bahnhof abseits der Hauptstrecke Mailand–Bologna–Rimini–Lecce liegt, findet auf den drei Ravenna bedienenden Bahnstrecken reger Personenverkehr statt. Die drei Linien verbinden in gewissem Masse auch die Stadt in Castelbolognese, Faenza und Rimini mit der Hauptstrecke. Auch Fernverkehrszüge bedienen den Bahnhof, sie werden generell von Rimini her geführt.
Der operative Verkehr obliegt der Trenitalia und den FER.

### Fernverkehr
Täglich verkehren Eurostar-Italia-Züge von Ravenna nach Rom:
- ES* Ravenna–Rimini–Pesaro–Falconara Marittima–Terni–Roma Termini

In der Urlaubssaison wird dieses Angebot durch weitere Eurostar-Angebote nach Rom ergänzt, zudem durch InterCityNotte-Züge und auch Eurostar-City-Züge, welche von Mailand und Bologna via Castelbolognese und Ravenna nach Rimini beziehungsweise Ancona geführt werden.

### Regionalverkehr
Von Ravenna aus gehen Regional- und Regionalexpresszüge der Trenitalia und der FER aus. Sie verkehren auf allen drei Bahnstrecken nach Faenza, Castelbolognese, Bologna (via Castelbolognese), Rimini und Pesaro.

### Güterverkehr
Der Bahnhof spielt aufgrund seiner Nähe zum Hafen auch eine wichtige Rolle im Güterverkehr, hier werden vorwiegend Güter zur Quadrante Europa gelöscht.